# Apache Empire-db
Apache Empire-db es una biblioteca de Java library que provee una interfaz orientada a objetos de alto nivel para el acceso a bases de datos relacionales por medio de JDBC. Apache Empire-db es un proyecto de código abierto y se publica bajo Licencia Apache 2.0 por la Apache Software Foundation.
En comparación con el Mapeo objeto-relacional (ORM) u otras soluciones para la persistencia de datos tales como Hibernate, iBATIS o TopLink, Empire-db no usa archivos XML o anotaciones Java para proveer un mapeo de Plain Old Java Objects a tablas, vistas y columnas de bases de datos. En cambio, Empire-db emplea un modelo objetal en Java para describir el modelo de datos subyacente, así como una API que trabaja casi exclusivamente con referencias a objetos, en lugar de cadenas de caracteres literales.
El objetivo de Empire-db consiste en proveer una mejor calidad del software, así como una mantenibilidad mejorada, a través del aumento de la seguridad en tiempo de compilación y de la reducción de la redundancia de los metadatos. Además, las aplicaciones pueden beneficiarse de un mejor desempeño en comparación con la mayoría de las demás soluciones de mapeo objeto-relacional, debido al pleno control por parte del desarrollador sobre las sentencias SQL y su ejecución.